# Koninklijke Voetbalclub Oostende 2014-2015
Questa voce raccoglie le informazioni riguardanti il Koninklijke Voetbalclub Oostende nelle competizioni ufficiali della stagione 2014-2015.

## Stagione
Nella stagione 2014-2015 l'Ostenda ha disputato la Pro League, massima serie del campionato belga di calcio, terminando la stagione regolare al decimo posto con 38 punti conquistati in 30 giornate, frutto di 11 vittorie, 5 pareggi e 14 sconfitte. Grazie a questo piazzamento è stato ammesso nel girone B dei play-off per un posto in UEFA Europa League, concludendo al terzo posto. Nella Coppa del Belgio l'Ostenda è sceso in campo dai sedicesimi di finale, raggiungendo gli ottavi di finale dove è stato eliminato dallo Charleroi.

## Rosa
| N. |                     | Ruolo | Calciatore         |
| -- | ------------------- | ----- | ------------------ |
| 1  | Gabon (bandiera)    | P     | Didier Ovono       |
| 2  | Francia (bandiera)  | D     | Xavier Luissint    |
| 3  | Belgio (bandiera)   | D     | Niels De Schutter  |
| 4  | Belgio (bandiera)   | D     | Carl Hoefkens      |
| 5  | Belgio (bandiera)   | D     | Jordan Lukaku      |
| 6  | Francia (bandiera)  | D     | Baptiste Schmisser |
| 7  | Camerun (bandiera)  | A     | Sébastien Siani    |
| 8  | Belgio (bandiera)   | C     | Niels Coussement   |
| 10 | Francia (bandiera)  | C     | Franck Berrier     |
| 11 | Belgio (bandiera)   | D     | Bryan Willems      |
| 11 | Zimbabwe (bandiera) | A     | Knowledge Musona   |
| 12 | Belgio (bandiera)   | A     | Muhamed Tahiri     |
| 13 | Francia (bandiera)  | D     | Frédéric Brillant  |
| 14 | Belgio (bandiera)   | C     | Tom van Imschoot   |

| N. |                       | Ruolo | Calciatore         |
| -- | --------------------- | ----- | ------------------ |
| 15 | Sudafrica (bandiera)  | C     | Andile Jali        |
| 16 | Senegal (bandiera)    | A     | Elimane Coulibaly  |
| 17 | Belgio (bandiera)     | D     | Yoshi Verbrugge    |
| 18 | Belgio (bandiera)     | C     | Nils Pierre        |
| 19 | Croazia (bandiera)    | D     | Antonio Milić      |
| 20 | Belgio (bandiera)     | A     | Michiel Jonckheere |
| 21 | Croazia (bandiera)    | A     | Ante Blažević      |
| 22 | Belgio (bandiera)     | D     | Sébastien Locigno  |
| 24 | Belgio (bandiera)     | C     | Jimmy Hempte       |
| 29 | Costa Rica (bandiera) | C     | John Jairo Ruiz    |
| 31 | Belgio (bandiera)     | A     | Bjorn Ruytinx      |
| 33 | Francia (bandiera)    | P     | Jean Chopin        |
| 55 | Brasile (bandiera)    | C     | Fernando Canesin   |
|    | Belgio (bandiera)     | C     | Jonathan Wilmet    |

## Statistiche

### Statistiche di squadra
| Competizione        | Punti | In casa | In casa | In casa | In casa | In casa | In casa | In trasferta | In trasferta | In trasferta | In trasferta | In trasferta | In trasferta | Totale | Totale | Totale | Totale | Totale | Totale | DR  |
| Competizione        | Punti | G       | V       | N       | P       | Gf      | Gs      | G            | V            | N            | P            | Gf           | Gs           | G      | V      | N      | P      | Gf     | Gs     | DR  |
| ------------------- | ----- | ------- | ------- | ------- | ------- | ------- | ------- | ------------ | ------------ | ------------ | ------------ | ------------ | ------------ | ------ | ------ | ------ | ------ | ------ | ------ | --- |
| Pro League          | 38    | 15      | 6       | 3       | 6       | 24      | 28      | 15           | 5            | 2            | 8            | 16           | 24           | 30     | 11     | 5      | 14     | 40     | 52     | -12 |
| Pro League play-off | 6     | 3       | 1       | 0       | 2       | 3       | 3       | 3            | 1            | 0            | 2            | 3            | 9            | 6      | 2      | 0      | 4      | 6      | 12     | -6  |
| Coppa del Belgio    | -     | 1       | 0       | 0       | 1       | 0       | 2       | 1            | 1            | 0            | 0            | 3            | 1            | 2      | 1      | 0      | 1      | 3      | 3      | 0   |
| Totale              | -     | 19      | 7       | 3       | 9       | 27      | 33      | 19           | 7            | 2            | 10           | 22           | 34           | 38     | 14     | 5      | 19     | 49     | 67     | -18 |